# براندون براون
براندون براون (بالإنجليزية: Brandon Brown)‏ (و. 1981  م) هو لاعب كرة سلة أمريكي، ولد في هوما، مركز لعبه هو لاعب هجوم قوي الجسم.

## روابط خارجية
- براندون براون على موقع كرة السلة الأوروبية.كوم (الإنجليزية)
- براندون براون على موقع كلية كرة السلة في سبورتس رفرنس.كوم (الإنجليزية)
- براندون براون على موقع ريلجم (الإنجليزية)
- براندون براون على موقع بروبوليرز (الإنجليزية)
- براندون براون على موقع سبورتس رفرنس (الإنجليزية)